# Coaster (Album)
Coaster (auf Vinyl als Frisbee veröffentlicht) ist das elfte Studioalbum der amerikanischen Punkrockband NOFX. Es wurde am 28. April 2009 über Fat Wreck Chords veröffentlicht.

## Hintergrund
Die Band ging im Oktober 2008 mit Unterstützung von Dillinger Four, den Flatliners und Break on Through auf Tournee durch Kanada und an der Ostküste der USA. Anschließend fanden im November 2008 Schreib- und Aufnahmesitzungen für Coaster statt. Die Band arbeitete mit Bill Stevenson zusammen, der auch Wolves in Wolves’ Clothing (2006) und Self Entitled (2012) produzierte.
Im Januar und Februar 2009 startete die Band eine Tournee an der Westküste der USA mit Hauptunterstützung von Smoke or Fire und verschiedenen anderen Acts, die die Shows eröffneten. Am 24. Februar 2009 wurde die Veröffentlichung von Coaster in zwei Monaten angekündigt. Am 3. März wurden die Titelliste und das Artwork des Albums enthüllt. Am 28. März wurde The Quitter zum kostenlosen Download veröffentlicht, während Creeping Out Sara am 15. April 2009 online gestellt wurde. Die Band veranstaltete eine MySpace-Transmissions-Session, in der sie The Quitter und My Orphan Year aufführte. Anschließend trat die Band kurz darauf beim Punk Spring Festival in Japan und beim Groezrock in Belgien auf. Coaster wurde am 23. April über Myspace zum Streamen bereitgestellt, bevor es am 28. April über Fat Wreck Chords veröffentlicht wurde.
Das Album war die erste neue Veröffentlichung von Fat Wreck Chords, die in den USA unter 10 US-Dollar kostete, unter dem neuen Versprechen des Labels, dass alle CDs des Labels unter 10 US-Dollar kosten würden, wobei viele weniger als 8 US-Dollar kosten würden. Zum neuen Preismodell des Labels äußerte sich NOFX-Leadsänger und Fat Wreck Chords-Inhaber Fat Mike wie folgt: "Dies ist kein Verkauf. So viel kostet diese CD... Wir machen weniger Gewinn, aber Bands werden hoffentlich mehr CDs an mehr Leute verkaufen, weshalb wir überhaupt damit begonnen haben. Einige derjenigen, die das Album über die Fat Wreck Chords-Website vorbestellten, erhielten außerdem eine handnummerierte CD in limitierter Auflage mit zwei Bonustracks. Das Album wurde gleichzeitig auf Vinyl unter dem Titel Frisbee mit alternativem Artwork veröffentlicht. Wie bei der CD-Veröffentlichung gab es bei den Vinyl-Vorbestellungen auch eine 7-Zoll-Bonussingle mit den gleichen zwei Bonustracks. Die Vinyl-Veröffentlichung beinhaltete auch einen kostenlosen MP3-Download des Albums. Die Vinyl-Veröffentlichung enthält ein alternatives Intro zum Eröffnungstrack We Called it America. Das Lied Creeping Out Sara handelt von der Begegnung mit Sara Quin von der Indie-Band Tegan and Sara. Die Vinyl-Ausgabe des Albums enthält eine alternative Version namens Creeping Out Tegan, die alternative Texte enthält und von einem Treffen mit Saras eineiiger Zwillingsschwester und Bandkollegin Tegan Quin handelt. Die Vinyl-Veröffentlichung enthält außerdem ein alternatives Trompetensolo und ein Orgel-Intro für den Titel Best God in Show.
Um die Veröffentlichung des Albums weiter zu promoten, ging die Band mit den Flatliners auf Europatournee; Snuff trat in drei der Shows auf. Zwischen Juni und August 2009 trat die Band auf der Warped Tour auf. Im September und Oktober gingen sie mit Bad Religion und Pour Habit auf Tournee durch Australien. Einige Songs, die nicht auf dem Album enthalten waren und während der Coaster-Sessions geschrieben und aufgenommen wurden, wurden im November auf der Cokie the Clown-EP veröffentlicht. Die Band beendete das Jahr im Dezember 2009 mit einer Tournee durch Mexiko, Costa Rica und Panama. Nach einem Auftritt beim Musink Music Festival ging die Band im Februar und März 2010 auf Südamerikatournee. Im April und Mai 2010 ging die Band mit Teenage Bottlerocket und No-Use-for-a-Name-Frontmann Tony Sly auf US-Tournee und trat beim Punk Rock Bowling Tournament Festival auf. Anschließend traten sie auf den Reading- und Leeds-Festivals in Großbritannien auf. Im April 2011 trat die Band erneut beim Groezrock auf.

## Artwork
Die Cover von Coaster und Frisbee sind in einem Stil gehalten, der an das Grafikdesign der 1970er Jahre erinnert. Das bei Coaster enthaltene Textheft enthält auch Fotos der Bandmitglieder aus dieser Zeit. Das Cover von Coaster zeigt eine CD, die als Untersetzer für alkoholische Getränke verwendet wird, wobei die Seite mit der Disc-Grafik nach unten zeigt (die Datenseite nach oben). Auf der Rückseite sind verschiedene ältere NOFX-Alben zu sehen, die ebenfalls als Untersetzer verwendet werden, wobei das Cover der CD nach oben zeigt. Auf dem Cover der CD selbst steht „Absorbing Alcohol Since 1983“ (das Jahr, in dem die Band gegründet wurde). Das alternative Frisbee-Artwork zeigt den Gitarristen Eric Melvin, der eine Schallplatte wie einen Frisbee fängt. Auf der Rückseite ist ein Hund in der Luft zu sehen, der sich darauf vorbereitet, die Vinyl-Frisbee-Schallplatte zu fangen.

## Titelliste
Alle Titel wurden von Fat Mike geschrieben.
| No.          | Titel | Länge |
| ------------ | --- | ----- |
| 1.           | "We Called It America" (Mit einem Sample von Alec Baldwin (CD) oder Jack Lemmon (Vinyl) aus dem Film Glengarry Glen Ross) | 2:07  |
| 2.           | "The Quitter" | 1:52  |
| 3.           | "First Call" | 2:33  |
| 4.           | "My Orphan Year" | 2:59  |
| 5.           | "Blasphemy (The Victimless Crime)" | 2:54  |
| 6.           | "Creeping Out Sara" (Erscheint als "Creeping Out Tegan" on Frisbee) | 2:45  |
| 7.           | "Eddie, Bruce and Paul" | 3:53  |
| 8.           | "Best God in Show" | 3:29  |
| 9.           | "Suits and Ladders" (Gesang: F. Mike & E. Melvin) | 2:25  |
| 10.          | "The Agony of Victory" (Notiz im Albumbooklet "Note: This is not a NOFX song. This is a song that we covered from a yet to be released soundtrack album. Stay tuned for more details..." 2015 wurde enthüllt, dass es ein Song aus dem Musical Home Street Home ist, der von Fat Mike, Jeff Marx und Goddess Soma geschrieben wurde.) | 2:07  |
| 11.          | "I Am an Alcoholic" | 2:36  |
| 12.          | "One Million Coasters" | 3:08  |
| Gesamtlänge: | Gesamtlänge: | 32:48 |

| No.           | Title                  | Length |
| ------------- | ---------------------- | ------ |
| 1.            | "I've Become a Cliché" | 3:13   |
| 2.            | "The Quitter" (Demo)   | 1:46   |
| Total length: | Total length:          | 4:59   |

## Mitwirkende
- Fat Mike – vocals, bass, keyboard on tracks 5 and 6
- Eric Melvin – guitar, vocals
- El Hefe – guitar, vocals, trombone on track 8
- Erik Sandin – drums

### Gastmusiker
- Aaron Novik – bass clarinet on track 12
- Jason Freese – keyboard on track 8
- Karina Denike, Spike Slawson – backing vocals on "lots of things"

### Produktion
- Bill Stevenson, Jason Livermore, Fat Mike – producers
- Bill Stevenson, Jason Livermore, Jamie McMann – engineers
- Andrew Berlin, Felipe Patino – additional engineers

### Artwork
- Ryan Harlin – graphic design
- Lisa Eriksson – additional layout